# Rhipidomys emiliae
Rhipidomys emiliae és una espècie de mamífer rosegador de la família dels cricètids. És endèmic de l'extrem oriental del bosc de l'Amazones (Brasil). Els seus hàbitats naturals són les plantacions, els boscos de galeria i els boscos secs de cerrado. És una espècie en risc mínim, és a dir, no sembla que hi hagi cap amenaça significativa per a la seva supervivència.
L'espècie fou anomenada en honor de l'ornitòloga germanobrasilera Maria Elizabeth Emilia Snethlage.